# Marco Bebio Tamfilo
Marco Bebio Tamfilo (latino: Marcus Baebius Tamphilus) (fl. II secolo a.C.) è stato un politico romano.

## Biografia
Fratello di Gneo, console l'anno precedente, erano figli di un Quinto e nipoti di un Gneo.
Marco fu nominato triumviro per la fondazione di nuove colonie nel 194 a.C.. Nel 192 a.C. fu pretore e gli fu affidato il Bruzio, con due legioni più 15.000 soldati e 500 cavalieri alleati (Livio 35.20.11). Come conseguenza delle minacce di guerra contro Antioco III, gli fu ordinato di muovere con le sue truppe verso Brundisium e Taranto e successivamente di portarsi in Epiro. Rimase in Grecia anche l'anno successivo come propretore e partecipò alla guerra contro Antioco. In accordo con Filippo, re di Macedonia, avanzò in Tessaglia e riuscì ad occupare numerose città, dato che Antioco si ritirava. Successivamente il console Manio Acilio Glabrione arrivò e prese il comando delle truppe, ma Tamfilo rimase come suo legato.
Nel 186 a.C. fu uno dei tre ambasciatori inviati a dirimere le controversie tra Eumene, Filippo e le città libere della Tessaglia.
Nel 181 a.C. fu eletto console con Publio Cornelio Cetego. Ad entrambi i consoli fu assegnata la Liguria come provincia, ma durante tutto l'anno non si segnalarono scontri. Durante il suo consolato propose e fece approvare la lex Baebia sulla corruzione elettorale
L'anno successivo, quando il loro comando fu prolungato fino all'arrivo dei nuovi consoli, all'inizio della primavera avanzarono nel territorio dei Liguri Apuani, i quali, presi alla sprovvista, si arrensero prontamente. 

Al fine di prevenire un possibile rinnovamento della guerra, Tamfilo e Cetego decisero di trasportare 40.000 prigionieri, con le loro mogli e figli, fino al Sannio. Per questa ragione al loro ritorno a Roma fu tributato il trionfo; questo fu il primo caso in cui questo onore fu conferito a generali che avevano vinto senza aver combattuto una guerra.
Durante il suo consolato, due contadini ritrovarono sul Gianicolo, la tomba di Numa Pompilio, il secondo re di Roma.